# Josef Ruttmann
Josef Ruttmann (* 1. September 1922 in Zirndorf; † 12. September 2002 in Aachen) war ein deutscher Politiker (SPD).

## Leben
Ruttmann besuchte zunächst die Volks- und Berufsschule, später nebendienstliche Ortskurse der Bayerischen Verwaltungsschule, gefolgt von einer Ausbildung für den Verwaltungsdienst, die er während des Zweiten Weltkriegs unterbrechen musste. Am 11. November 1940 beantragte er die Aufnahme in die NSDAP und wurde zum 1. September 1941 aufgenommen (Mitgliedsnummer 8.558.791). Im Kriegsdienst wurde er in Frankreich, Russland und Italien eingesetzt, am 1. September 1945 wurde er aus der amerikanischen Kriegsgefangenschaft entlassen. 1948 legte er die Anstellungsprüfung für den mittleren, 1950 für den gehobenen nichttechnischen Verwaltungsdienst ab. Von da an arbeitete er als Stadtoberinspektor und Standesbeamter bei der Stadt Zirndorf, in dieser Zeit arbeitete er in seiner Freizeit auch journalistisch und war Schuler des Fachverbandes der bayerischen Standesbeamten. 1958 übernahm er in der Stadt Waldkraiburg die Stelle des geschäftsleitenden Beamten. Von 1966 an saß er im Kreistag des Landkreises Mühldorf am Inn, in dem er der Fraktion der SPD vorsaß. Ebenfalls 1966 wurde er in den Bayerischen Landtag gewählt, dem er bis 1970 angehörte.